# Качкар (гора)
Качкар, або Качкар-Даги (тур. Kaçkar Dağı) — найвища вершина у східній частині Понтійського хребта, висота становить 3 937 м. На її піку в захищених місцях сніг зберігається цілий рік. На гору можна піднятися її північно-східним схилом маршрутом, який починається від села Юкарі Кервун.

## Етимологія
Назва гори Качкар походить з вірменського слова kaçkar (вірм. Խաչքար — haçkar / хачкар). Дослівно «хрест-камінь».

## Географічне положення
Качкар розташована приблизно за 60 км на південний схід від міста Ризе в Чорноморському регіоні Туреччини. Гора займає четверте по висоті місце серед всіх вершин країни.

## Екологія
Гірські струмки, що течуть з північних схилів, спускаються поблизу міста Ризе і далі впадають у Чорне море. На південній стороні гори схили крутіші і вода спускається з них короткими потоками.
Основний мінеральний склад гори — стратифіковані шари сланцю і вапняку, а також проміжні вулканічні гірські породи віком з середини крейдового періоду. Кристалічні породи представлені гранітом.
На висоті 2100 метрів на схилах фрагментами ростуть ялинові і ялицеві ліси, вище лежать високогірні пасовища, а ще вище і до вершини знаходяться льодовики.